# Enzo Trapani
Vincenzo Enzo Trapani (Roma, 18 de agosto de 1922 - ibidem, 14 de noviembre de 1989) fue director de cine y guionista italiano. Ayudante de dirección de Roberto Rossellini y de René Clair, dirigió decenas de programas en la televisión italiana.

## Biografía
En la inmediata posguerra se graduó en Arquitectura, aunque prefirió luego el mundo del cine, en el que trabajó como escenógrafo y modisto. En 1949 dirigió su primera película con Renato Rascel, Maracatumba... pero no es una rumba, a la que seguiría otra película de la misma temática cómico-musical, para pasar así después a la dirección televisiva.
Después de haber creado un género nuevo en la revista italiana y en el espectáculo televisivo, al finalizar los años ochenta se retiró porque no compartía los nuevos modos ni los cambios habidos. Sufría crisis depresivas y el 5 de noviembre de 1989 se descerrajó un tiro en las sienes. Murió nueve días después, tras un largo padecimiento. Casado con Simona Corsetti, tuvo dos hijos.

## Cine
Dirigió cinco largometrajes en quince años, aunque de manera discontinua. La primera, Maracatumba... ma non è una rumba, se estrenó en 1949. Al año siguiente, llevó a las pantallas Lebbra bianca (1950, en la que firma el guion, la escenografía y la dirección. Ese mismo año estrena Turri il bandito, (1950), también con guion, dirección y escenografía de Trapani. Las película Viva la rivista! se estrenó en 1956. Y su última cinta, Altissima pressione es de 1965. Esta película cierra su ciclo de director en la gran pantalla. Está naciendo la televisión, a la que va a dedicarse en cuerpo y alma.

## Televisión
Dirigió algunos de las variedades más populares de la televisión italiana, como los programas Sin Red, Fantastico, Eclipse o Alta pressione y descubrió un gran número de artistas, sobre todo cómicos, entre los que podemos citar a Carlo Verdone, Massimo Troisi, Marco Messeri, Henry Beruschi, Beppe Grillo, el trío Solenghi-Marchesini-Lopez y también la vedette Heather Parisi o la cantante Rita Pavone.
En particular las dos ediciones de No stops fueron extremadamente innovadoras en el contenido, en la fórmula y en la disposición escenográfica, punto de inicio para una serie de nuevos cómicos de gran valor como Massimo Troisi, Francesco Nuti, Carlo Verdone, Zuzzurro y Gaspare, Lello Arena, Enrico Beruschi, Vicolo Milagros.
En el 1980 dirigió a Ilona Staller, Ernst Thole, Gigi y Andrea, Marco Columbro, Daniele Plomos y el cantante reggae jamaicano Peter Tosh en el programa de Rai 2 C'era dos veces.

## Filmografía

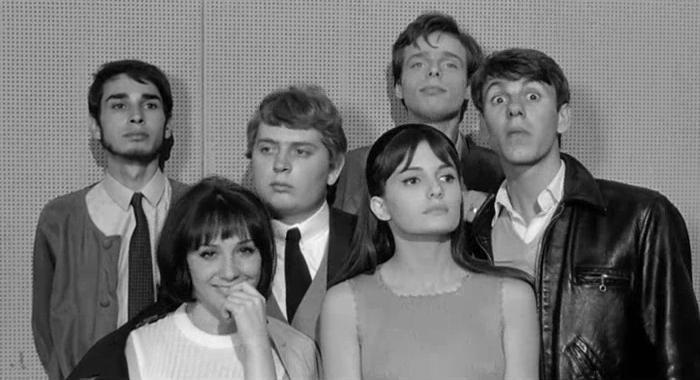
Fotograma de Altissima pressione.

- ...E non dirsi addio, dirección de Silvio Laurenti Rosa (1948), escenografía.
- Maracatumba... ma non è una rumba, (1949), dirección.
- Le due madonne, dirección de Giorgio Simonelli (1949), escenografía.
- Lebbra bianca, (1950), guion, dirección y escenografía.
- Turri il bandito, (1950), guion, dirección y escenografía.
- Destino, dirección de Enzo Di Gianni (1951), escenografía.
- Viva la rivista!, (1953), guion, dirección y escenografía.
- Altissima pressione, (1965), guion, dirección y escenografía.

## Director de televisión
- Viva il cinema! (1954)
- Abito da sera (1958)
- Momento magico (1960)
- Gente che va, gente che viene (1960)
- Piccolo concerto (1961)
- Cabina di regia (1962)
- Il signore delle ventuno (1962)
- Alta pressione (1962)
- Smash (1963)
- Senza Rete (1968-1969-1970-1971-1972)
- Campioni a Campione (1969)
- Sicilia happening (1970)
- Hai visto mai? (1973)
- Angeli e cornacchie (1975)
- La compagnia stabile della canzone con varieté e comica finale (1975)
- Su e giù per le Dolomiti (1976)
- Rete tre (1976)
- Il guazzabuglio (1977)
- Scuola serale per aspiranti italiani (1977)
- Non stop (1977-1978)
- Stryx  (1978)
- Fantastico (1979-1981-1982-1983)
- Superclassifica show (1978 - 1981)
- C'era due volte (1980)
- Te la do io l'America (1981)
- Hello Goggi (1981)
- Dueditutto (1982)
- Te lo do io il Brasile (1984)
- Tastomatto (1985)
- Proffimamente non stop (1987)
- Io Jane, tu Tarzan (1988)